# Acanthogorgia procera
Acanthogorgia procera is een zachte koraalsoort uit de familie Acanthogorgiidae. De koraalsoort komt uit het geslacht Acanthogorgia. Acanthogorgia procera werd in 1902 voor het eerst wetenschappelijk beschreven door Moroff. 